# 가미나가토로역
가미나가토로역(일본어: 上長瀞駅, かみながとろえき)은 일본 사이타마현 지치부군 나가토로정에 있는 지치부 철도 지치부 본선의 역이다.

## 역사
- 1916년 1월 1일: 고쿠진역으로 영업 개시.
- 1928년 5월 15일: 역명을 가미나가토로역으로 변경.

## 역 구조
혼합식 승강장 2면 3선의 지상역으로 업무 위탁역이다(관리역: 요리이역).
역무원 근무 시간은 평일은 7:10 ~ 18:10, 주말은 8:00 ~ 17:00이다.
역사는 동쪽의 1번 선 쪽에 있고, 2번 선과 3번 선의 섬식 승강장에는 구내 건널목에서 연결된다.
화장실은 개찰구 내에 있다. 화장실이 사용되는 것은 역무원이 근무하고 있는 시간대 뿐이다.

### 승강장
| 1 | ■ 지치부 선 | 지치부・미쓰미네구치・ ■ 지치부 선 직통 한노・도코로자와・이케부쿠로 방면 |
| 2 | ■ 지치부 선 | 나가토로 방면 (세이부 선으로부터의 직통)                                  |
| 3 | ■ 지치부 선 | 나가토로・요리이・구마가야・교다시・하뉴 방면                             |

## 역 주변
- 국도 제140호선
- 사이타마 현도 204호 가미 나가토로 정차장선
- 아라카와
- 아라카와강
  - 오야하나 다리
- 사이타마 현립 자연 박물관
- 가나사키 고분군

## 인접역
| 지치부 철도 ■ 지치부 본선 | 지치부 철도 ■ 지치부 본선 | 지치부 철도 ■ 지치부 본선  |
| ------------------------- | ------------------------- | -------------------------- |
| 나가토로 하뉴 방면        | 보통                      | 오야하나 미쓰미네구치 방면 |